# Escudo de Armenia
El escudo de armas de Armenia fue establecido en el año 1992 y es semejante al que se utilizó durante la primera independencia, a partir del proyecto del arquitecto Alexandr Tamanian y el pintor Hagop Gochoian. 
En el centro del escudo se encuentran ilustrados, la montaña Masis con el arca de Noé depositada en la cima del Monte Ararat. En los cuarteles del escudo figuran los escudos de cuatro dinastías históricas: bagrátida (pakraduni), en el primer cuartel; artáxida (ardashesian), en el segundo; arshakuni (arshaguni), en el tercer cuartel y, en el cuarto el de la dinastía rubénida (rupenian).
Sostienen el escudo sobre la izquierda el águila y a la derecha el león. Bajo ellos, la pluma representa el intelecto, las espigas el trabajo fecundo y las cadenas rotas la libertad y la independencia.

## Escudos históricos
- La República Democrática de Armenia, durante su corta existencia (1918-1922), debe su escudo oficial al proyecto del arquitecto Aleksandr Tamanian, creador del plan urbanístico de Ereván, y el pintor Hagop Kojoian. El diseño de este primer escudo se aprovechó para el establecimiento del actual, con la diferencia que los soportes del águila y el león eran linguados, lo que les daba un aire más amenazador. En el escusón figuraba el Ararat junto con el Pequeño Ararat, pero sin el arca. Los elementos de los diversos cuarteles tenían una representación más fiel a los usos heráldicos tradicionales.
- La República Federativa Socialista Soviética de Transcaucasia, que incluía también Georgia y Azerbaiyán (1922-1936), incorporaba a su escudo motivos de los tres pueblos integrantes y, como hecho inusual, combinaba elementos islámicos como el creciente y comunistas como la hoz y el martillo. El símbolo armenio era el monte Ararat.
- La República Socialista Soviética de Armenia (1936-1991) adoptó un escudo circular donde aparecía también el Ararat como símbolo nacional junto con las señales comunistas de la hoz y el martillo y la estrella roja y elementos representativos de la riqueza agrícola armenia, como el trigo y la uva.

Escudo del reino armenio de Cilicia. (Antes de 1393)
Armas del reino armenio de Cilicia combinadas con las armas de los Reinos de Jerusalén y Chipre. (A partir de 1393)
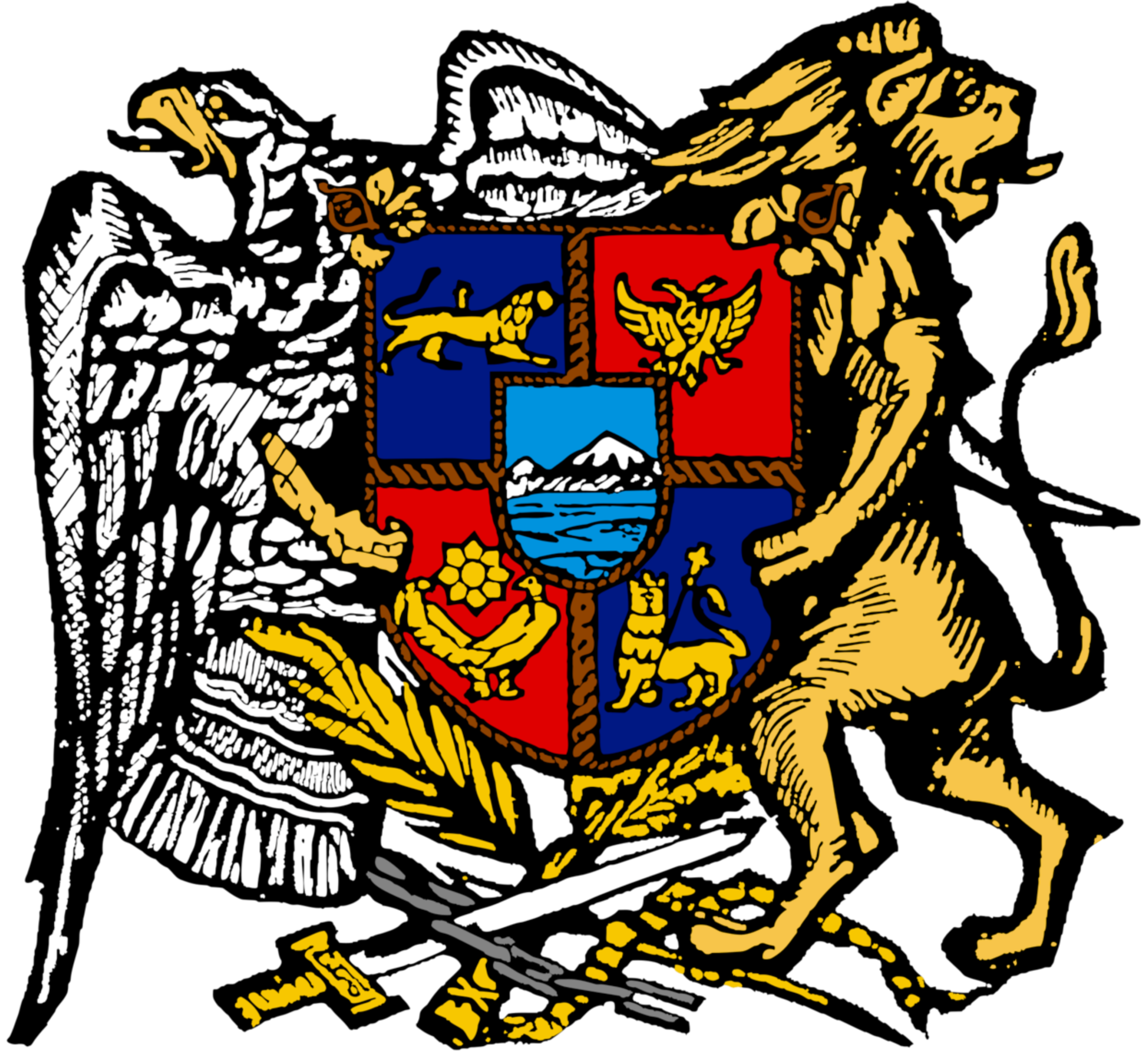
Escudo de la República Democrática de Armenia (1918-1922)
Emblema de la República Socialista Soviética de Armenia (1922)
Escudo de la República Federal Socialista Soviética de Transcaucasia (1922-1936)
Escudo de la República Socialista Soviética de Armenia (1936-1991)